# ريتشارد تيل
ريتشارد تيل (بالإنجليزية: Richard Teale)‏ هو لاعب كرة قدم بريطاني في مركز حراسة المرمى، ولد في 27 فبراير 1952 في Millom ‏ في المملكة المتحدة. لعب مع كوينز بارك رينجرز ونادي فولهام ونادي ويمبلدون.